# Actephila dolichopoda
Actephila dolichopoda är en emblikaväxtart som beskrevs av Airy Shaw. Actephila dolichopoda ingår i släktet Actephila och familjen emblikaväxter.
Artens utbredningsområde är Papua Nya Guinea. Inga underarter finns listade i Catalogue of Life.